# Cenci
Cenci nebo též Cenciové (1819, The Cenci) je tragédie o pěti jednáních napsaná v blankversu od anglického romantického básníka a dramatika Percyho Bysshe Shelleyho inspirovaná skutečnými událostmi z renesanční Itálie konce 16. století.

## Vznik a charakteristika hry
Tragédii napsal Shelley v době v době od května do 5. srpna roku 1819 za svého pobytu v Itálii, když žil nejprve v Římě a poté ve Villa Valsovano poblíž Livorna. V Livornu vyšlo také první vydání hry v limitovaném nákladu 250 výtisků, které zaplatil sám autor a které vytiskli londýnští nakladatelé Charles a James Ollierovi. Shelley zvolil pro vydání díla Itálii proto, že náklady na vytištění zde byly nižší než v Anglii, kde tragédie vyšla až roku 1821. Cenci tak bylo jediným Shelleyho dílem, které se za jeho života dočkalo druhého vydání.
K napsání tragédie se Shelley inspiroval údajným obrazem mladé římské šlechtičny Beatrice Cenci, popravené roku 1599 za vraždu svého tyranského otce, hraběte Francesca Cenciho.
V tragédii opustil Shelley svou básnickou metodu filozofických vizí a vytvořil dramatický příběh vášní, který odhaluje zhoubnou moc individuálního i společenského zla. Ve hře zobrazil společnost, v níž morální zákony podléhají ekonomickým záležitostem, náboženství je poplatné moci peněz a jednáni hlasatelů práva je řízeno zištnou motivací. Děj se soustřeďuje na konflikt dívky Beatrice Cenci nejprve s brutalitou vlastního otce, hraběte Francesca Cenciho, a následně s nemilosrdností morální normy a práva, zosobněného papežským soudním tribunálem. To vše ke koci hry v popisu těžké deziluze dříve hluboce věřící Beatrice ústí do myšlenky ateismu.
Z neautentického pramene převzal Shelley motiv incestu, kterého se měl hrabě Cenci dopustit znásilněním své dcery Beatrice. Krvesmilstvo a otcovražda a také negativní zobrazení církve vyvolalo v Anglii vlnu rozhořčení, které dlouhodobě znemožnilo provedení hry na divadle, přestože jí oceňoval například lord Byron nebo William Wordsworth. Poprvé jí uvedla pro své členy nově vzniklá Shelley Society až 7. května roku 1886 jako neveřejné představení v Grand Theatre v Islingtonu před publikem, ve kterém byli také Oscar Wilde, Robert Browning a George Bernard Shaw, kteří hru označili za jednu z neljepších anglických tragédií. První veřejné představení tragédie se ale v Anglii konalo až roku 1922. Již předtím však hru inscenovali v Paříži roku 1891, v Moskvě roku 1919 a v Praze roku 1922.

## Obsah tragédie

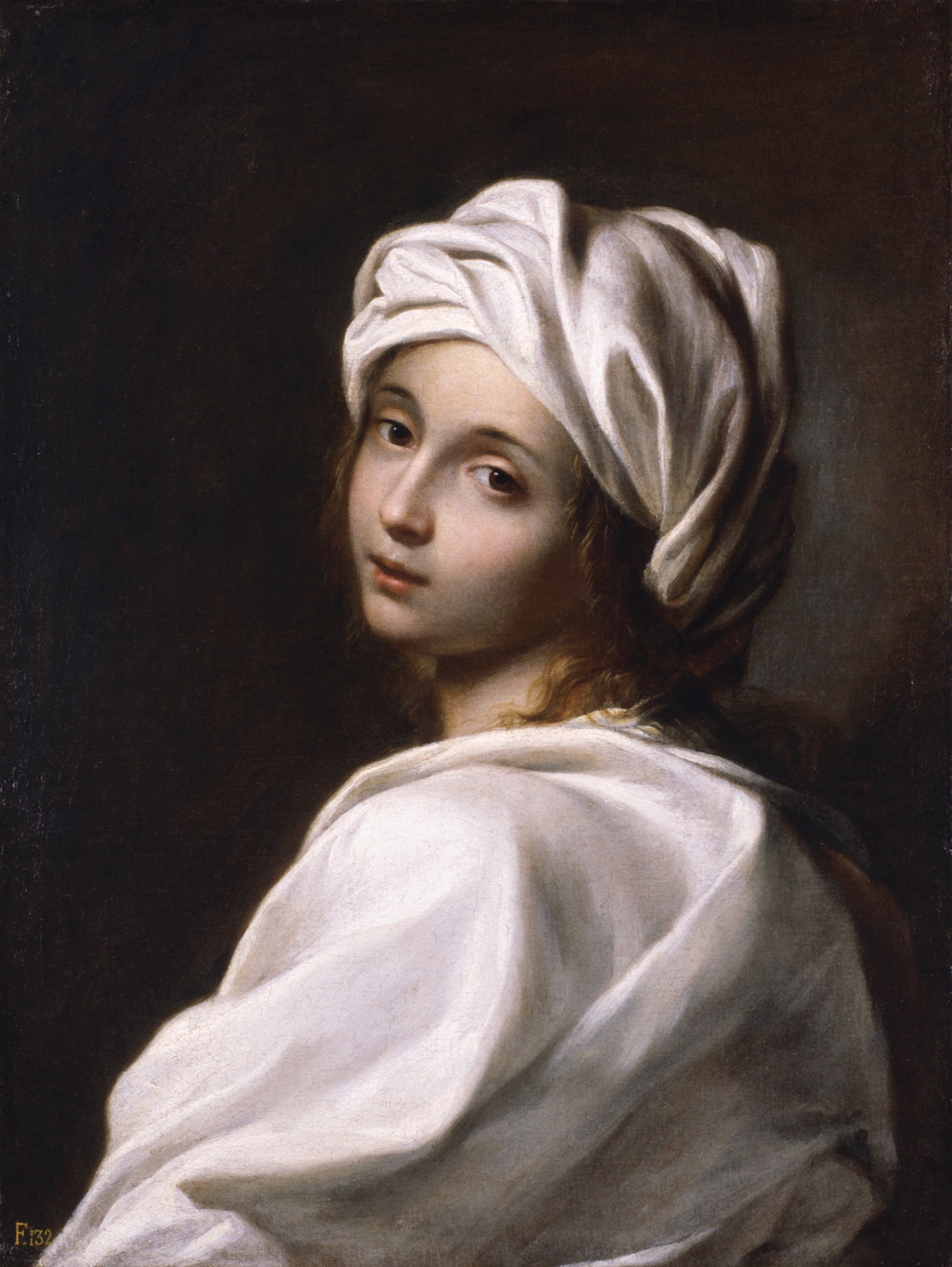
Údajný portrét Beatrice Cenci připisovaný třem různým barokním umělcům.

### Hlavní postavy a místo děje
- Hrabě Francesco Cenci
- Lucrezia, jeho druhá žena, nevlastní matka jeho dětí
- Beatrice, jeho dcera
- Giacomo a Bernardo, jeho synové
- Kardinál Camillo
- Orsino, prelát
- Savella, papežův legát
- Olimpio a Marzio, vrahové

Děje se za papeže Klimenta VIII. v Římě, ve IV. dějství na tvrzi Petrelle v Apulských Apeninách.

### První jednání
Římský velmož Cenci je zobrazen jako naprosto brutální muž bez jakýchkoliv skrupulí, který využívá svého bohatství k tomu, aby si u papeže kupoval odpuštění svých zločinů. Hra začíná tím, že kardinál Camillo diskutuje s hrabětem Cencim o vraždě, do níž je zapleten. Camillo hraběti oznamuje, že záležitost nebude mít žádnou dohru, pokud Cenci přenechá papeži jeden ze svých statků.
Hrabě Cenci také terorizuje svou rodinu. Vyžene své dva syny, Rocca a Cristofana, kteří se mu postavili, do Španělska, a když se dozví o jejich tragické smrti, uspořádá ve svém římském sídle hostinu, na které pije víno, ve kterém vidí jejich krev. Svou druhou ženu Lucrezii, nevlastní matku svých dětí, dceru Beatrici a nejmladšího syna Bernarda týrá (nutí je jíst rozkládající se maso a pít splašky ze stoky) a vyhrožuje jim smrtí. Beatrice posílá žádost papeži, aby rodinu zbavil kruté nadvlády otce.

### Druhé jednání
Vypočítavý a chamtivý prelát Orsino, zamilovaný do Beatrice, povzbuzuje dalšího syna hraběte Giacoma k vraždě otce, který mu zničil rodinný život a společenské postavení. Okradl jej o věno jeho ženy, odepřel mu podíl na rodinném bohatství, zbavil ho bezvýznamného úřadu, který byl pro něho skrovným zdrojem peněz, a nařkl ho že manželčino věno prohýřil, zatímco jeho žena a děti živoři.
Sluha se vrací s Beatricinou žádostí papeži, která nebyla ani otevřena. Zoufalství Lucrezie a Beatrice se ješt+ prohloubí, když jim hrabě oznámí  svůj záměr uvěznit je na své tvrzi v Petrelle.  

### Třetí jednání
Beatrice sdělí Lucrezii, že se na ní otec dopustil strašlivého násilí, které nemůže ani vyslovit a vyjadřuje pocity takového hlubokého tělesného i duševního znečištění, že z toho ostatní pochopí, že Cenci svou dceru znásilnil. Orsino obě ženy i Giacoma přesvědčí, že je nutno Cenciho zločin incestu potrestat smrtí. Zorganizuje vraždu, ke které má dojít na Cenciho cestě do jeho tvrze Petrella,  kam také odváží obě ženy. Pokus selže, protože na místo, kde měla být vražda vykonána, přijel hrabě o hodinu dříve, takže najatí vrazi na něj později marně čekali. Orsino proto navrhne, aby vraždu provedli v Petrelle dva z Cenciho propuštěných sluhů, Marzio a Olimpio, kteří hraběte nenávidí.

### Čtvrté jednání
Scéna se přesouvá na tvrz Petrella v Apulských Apeninách. Olimpio a Marzio vstoupí do Cenciho ložnice, aby ho zavraždili, ale váhají zabít spícího hraběte a vrátí se k oběma ženám. Beatrice vyhrožuje, že otce zabije sama, zahanbí tím oba sluhy, kteří pak hraběte ve spánku uškrtí a jeho tělo shodí z balkonu do zahrady, aby to vypadalo, že tam sám spadl. Krátce nato nečekaně přijíždí papežský legát Savella s příkazem hraběte zatknout, aby se zpovídal ze svých těžkých zločinů. Když legát najde mrtvé tělo hraběte visícího na borovici, která zadržela jeho pád, pojme podezření, že se tu odehrál zločin. Jeho vojáci najdou Marzia a Olimpia, kteří se skrývají ve skalách. Olimpia v potyčce zabijí a Marzia přivedou do hradu. Najdou u něho peníze a dopis od Orsina Beatrici, ve kterém jí oba sluhy na žádost Giacoma doporučuje. Legát dojde k názoru, že hrabě byl zavražděn, všechny zatne a odvede je do Říma.

### Páté jednání
V Římě je rovněž zatčen Giacomo, zatímco Orsino prchne v přestrojení. Vězni jsou  postaveni před papežský soudní tribunál. Marzio je mučen, přizná se ke zločinu, ale zaplete do toho celou rodinu Cenciových. Při mučení nakonec zemře. Beatrice odmítá svou vinu i poté, co jsou mučeni Giacomo a Lucrezie a rovněž se přiznají. Všichni jsou však usvědčeni a odsouzeni k smrti. Kardinál Camillo se snaží získat od papeže pro odsouzené milost, ale papež prohlásí, že Cenciové musí zemřít. Bernardo se také snaží získat od papeže odpuštění pro svou rodinu, ale marně. Beatrice pak stoicky odchází na popravu s tím, že je připravena.

## Adaptace

### Divadlo
Roku 1935 uvedl v Paříži francouzský básník a divadelník Antonin Artaud hru Les Cenci, ve které čerpal ze Shelleyho textu a také z verze příběhu od Stendhala. Ve hře, kterou režíroval, uplatnil svou poetiku divadla krutosti  a sám hrál hraběte Cenciho. Veřejnost pro surrealistické postupy a přehnané sadistické a patologické prvky dílo příliš nepřijala a hra měla pouhých sedmnáct představení.

### Hudba
- Roku 1949 zkomponoval německý skladatel Berthold Goldschmidt podle tragédie operu o třech dějstvích s názvem Beatrice Cenci na anglické libreto Martina Esslina. Opera byla poprvé uvedena až roku 1988.[11]
- Roku 1951 napsal podle traédie britský skladatel Havergal Brian na vlastní libreto operu složenou z osmi scén s názvem The Cenci (premiéra se konala až roku 1997.[12]
- V roce 1971 měla premiéru opera o dvou dějstvích Beatrix Cenci od argentimského skladatele Alberta Ginastery na španělské libreto Alberta Girriho složené ve spolupráci s argentinským skladatelem Williamem Shandem.[13]

## Česká vydání a inscenace
- Cenci: tragedie, Praha: Jan Otto 1892, přeložil Václav Černý.
- Cenci: tragedie o 5 dějstvích, Kladno: Jaroslav Šnajdr 1922, přeložil Otokar Fischer.
- Cenci, inscenace Městského divadla na Královských Vinohradech v Praze, premiéra 30. září 1922, režie Karel Čapek, přeložil Otokar Fischer, v roli Beatrice Leopolda Dostalová.[14]
- Cenci,  inscenace Národního divadla moravskoslezsého v Ostravě, premiéra 21. října 2010, režie Anna Petrželková, přeložil Otokar Fischer, v roli Beatrice Andrea Mohylová.[15]